# Аподак
Аподак — царь Харакены, вассального государства парфян, правивший с 124 по 104/103 год до н. э. Его предшественником был Гиспасион, а преемником — Тирей I.
Об Аподаке известно из отчеканенных в период его правления серебряных и бронзовых монет, причём некоторые из них имеют датировки. Таким образом, датированные монеты охватывают период с 110/109 по 104/103 год до н. э.
В 124 году до н. э. скончался Гиспасион, первый царь Харакены. После смерти правителя его вдова Талассия попыталась возвести их несовершеннолетнего их сына на трон. Эти события известны из вавилонских клинописных текстов, в которых, однако, имя сына не упоминается.
Вполне возможно, что Аподак и является тем самым сыном Гиспасиона. Больше о его личности ничего неизвестно.